# Robity (powiat bartoszycki)
Robity (niem. Robitten) – osada nadgraniczna w Polsce położona w województwie warmińsko-mazurskim, w powiecie bartoszyckim, w gminie Górowo Iławeckie. W latach 1975–1998 miejscowość administracyjnie należała do województwa olsztyńskiego.
W 1983 był tu PGR, ujmowany w spisie statystycznym łącznie ze wsią Augamy.